# Márkháza
Márkháza község Nógrád vármegyében, a Salgótarjáni járásban.

## Fekvése
Salgótarjántól délnyugatra, Bátonyterenyétől nyugatra fekvő település a Keleti-Cserháthoz tartozó Kakukk-hegy lábánál. A Novohrad-Nógrád UNESCO Globális Geopark települése.
Közúton legegyszerűbben a 21-es főút felől közelíthető meg, amelyről kevéssel a 36. kilométer előtt, Tar külterületén kell letérni északnyugati irányban, a 21 135-ös számú útra. Ez az út áthalad Márkháza közigazgatási területén, de a belterületét illetően a község zsákfalunak tekinthető, mivel csak egy útvonalon, a Nagybárkány területén kelet felé kiágazó, 21 137-es jelzésű mellékúton érhető el. A 21-es főút elágazásától számítva Márkháza központja nagyjából 8 kilométerre található. A 21 135-ös út egyébként Nagybárkány után továbbhalad Salgótarjánig, így Márkháza ugyanezen az úton a megyeszékhely felől is elérhető.
Közeli települések: Nagybárkány 4 kilométerre, Sámsonháza és Nagykeresztúr 4,5-4,5 kilométerre, Kisbárkány és Lucfalva pedig 5 kilométerre. A legközelebbi város, Salgótarján 14 kilométerre található (Bátonyterenye légvonalban közelebb fekszik, de közúton csak hosszabb útvonalon érhető el).

## Története

### Árpád-kor (12-13. század)
Márkháza a középkorban már fennállt. Az Árpád-kori település a községnév attól a Sámsontól származik, aki II. Béla király korában Borics trónkövetelő híveként lovagvárat kapott, ami a 13-15. század között Fehérkő váraként vált ismertté, de 1472-ben már bizonyosan romokban hevert.
A legenda szerint a hírhedt rablólovag fia, Márk lehet a falu névadója. Míg egyik fiúgyermekéről Sámsonról kapta a nevét Sámsonháza, addig lányáról Luciáról kapta a nevét Lucfalva.

### Török hódoltási idők (15-17. század)
1548-as összeírásokban a törökök által teljesen elpusztított helyként szerepelt.

### 18-19. század
A 18. század elején néhány szlovák nemzetiségű család telepedett le, erre utalnak a máig is ismert szlávos csengésű dűlőnevek: Kopanyica, Kapusznyica, Vreska, valamint az, hogy a községet Tót-marokháza néven is ismerték egykoron.  Máig is fennmaradtak az erről tanúskodó születési anyakönyvi Kivonatok az 1800-as évekből. 1715-ben 5, 1720-ban pedig 6 tót háztartását vették fel az összeírásokba.
Vályi András: Magyar országnak leírása. 1796–1799.
1770-ben Jáni László özvegye, Lipthay János és László voltak a település birtokosai.
```
"MAROKHÁZA. Tót falu Nográd Várm. földes Ura Mihaleczky Uraság, lakosai többfélék, fekszik Nagy Barkánynak szomszédságában, és annak filiája, határja soványas, vagyonnyai selejtesek."
[
4
]
```

A 19. század elején pedig Michaleczky János és Irsay György birtoka volt.
1897-ben nagy tűzvész pusztított itt, melyben a község negyedrésze leégett.

### 20. század
A 20. század elején Nógrád vármegye Salgótarjáni járásához tartozott.
1956. október 27 vagy 28:
Zsélyi István gépkocsivezető egy kisebb csoporttal körbejárta a környező községeket, terjesztve a forradalmi eszméjét, majd ezt követően (vagy talán már ezt megelőzően) megalakult a faluban a forradalmi tanács, amelynek tagjai volt többek között Garamvölgyi Kornél is.
Személyi adattár.
Garamvölgyi (Mucsina) Kornél: Márkházán született 1907. február 4-én. Anyja neve Mikuska Teréz. Iskolai végzettsége 6 elemi, foglalkozása földműves. Tagja volt a márkházai forradalmi tanácsnak, amiért közbiztonsági őrizetbe vették. (Bátyja volt dr. Garamvölgyi Antalnak, a megyei nemzeti bizottság elnökségi tagjának.)

### Márkháza elnevezésének változása
Markhaza (1439); Markháza (1728); Marokháza/Marocasa (1785); Marokház (1815); Marokház (1863); Marokház (1882); Tót- Marokháza (1892); Márkháza (1906-) 

## Népesség
A település népességének változása:
1715-ben 5, 1720-ban pedig 6 tót háztartását vették fel az összeírásokba. 1785-re az itt lakók száma már elérte a 229 főt, ugyanakkor az 1828-as évre megcsappant a lakosság száma, ami annak tudható be, hogy a szomszédos településekre költöztek. 1850-es évektől az 1880-as évekig növekszik a község népessége, ugyanakkor a kolera járvány itt is szedte az áldozatait így a falu népessége megcsappant. Az 1880-as évektől 1941-ig növekedett a község és elérte a legnagyobb népességszámát, ekkor 346-an éltek itt. A későbbi megcsappanást annak tudható be, hogy több család elköltözött vagy kitelepítették őket, viszont ez megkérdőjelezhető, mivel a népszámlálásnál a község lakosságának egésze magyarnak vallotta magát. Valószínűleg az elköltözötte közül sokan szlovák nyelvterületre költöztek. A falu népessége ettől fogva csökkenni kezdett.
1910-ben 303 lakosából 301 magyar volt. Ebből 289 római katolikus, 10 evangélikus, 4 izraelita volt.
2001-ben a település lakosságának 78%-a magyar, 22%-a cigány nemzetiségűnek vallotta magát.
A 2011-es népszámlálás során a lakosok 98,4%-a magyarnak, 34,4% cigánynak, 0,4% németnek, 0,4% románnak mondta magát (1,6% nem nyilatkozott; a kettős identitások miatt a végösszeg nagyobb lehet 100%-nál). A vallási megoszlás a következő volt: római katolikus 86,1%, református 0,8%, evangélikus 0,4%, felekezeten kívüli 10,7% (2% nem nyilatkozott).
2022-ben a lakosság 96,2%-a vallotta magát magyarnak, 34,9% cigánynak, 0,4-0,4% szlováknak, szerbnek és románnak, 1,7% egyéb, nem hazai nemzetiségűnek (3,8% nem nyilatkozott; a kettős identitások miatt a végösszeg nagyobb lehet 100%-nál). Vallásuk szerint 64,3% volt római katolikus, 1,7% református, 2,1% egyéb katolikus, 19,7% felekezeten kívüli (12,2% nem válaszolt).

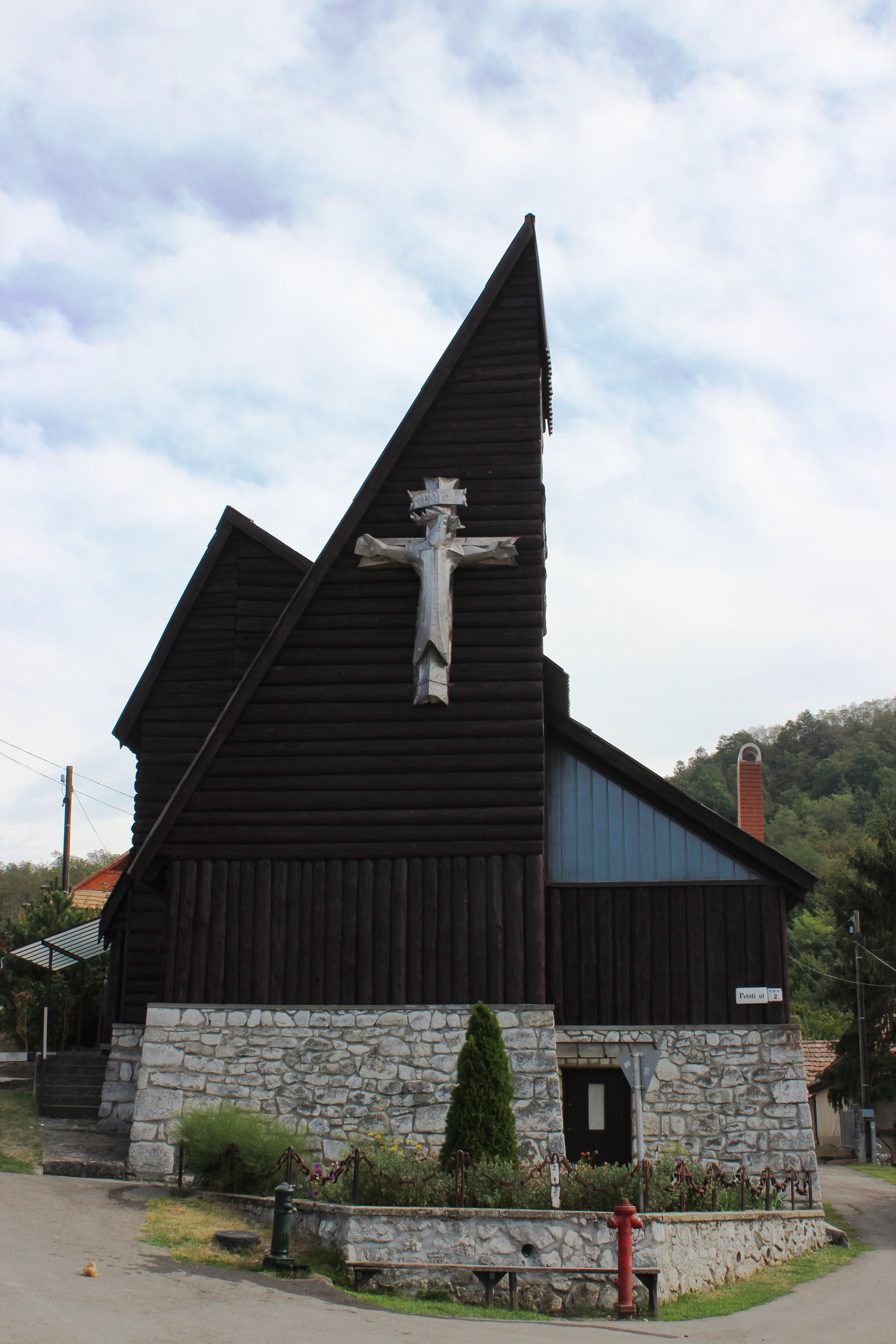
Krisztus Király templom

## Nevezetességei

### Zarándokútvonal
A községből kiinduló turista utak egyike a Márkháza-Mátraverebély Szentkút zarándok hely között erdei úton lehet áthaladni, ahol egy ősborókás erdő is található.

## Közélete

### Polgármesterei
- 1990–1994: Dr. Brenda Péter (független)[10]
- 1994–1998: Dr. Brenda Péter (független)[11]
- 1998–2002: Dr. Brenda Péter (független)[12]
- 2002–2006: Dr. Brenda Péter (független)[13]
- 2006–2010: Dr. Brenda Péter (független)[14]
- 2010–2014: Dr. Brenda Péter (független)[15]
- 2014–2019: Ipolyi János Lajos (független)[16]
- 2019–2024: Ipolyi János Lajos (független)[17]
- 2024– : Dr. Mravcsik Zoltán (független)[1]